# Kanadai átokhínár
A kanadai átokhínár (Elodea canadensis) az békatutajfélék családjába tartozó, észak-amerikai eredetű vízinövény, amely az egész világon inváziós fajként terjed.

## Megjelenése
A kanadai átokhínár akár 3 méter hosszú, lebegő vagy legyökerező, évelő vízinövény. Hosszú, vékony (1,3–2 mm-es), sima felületű, törékeny szárát csomók tagolják, ezekből nőnek ki a vékony, fehér gyökerek. Az áttetsző levelek általában hármas örvökben ülnek a száron, a hajtás csúcsának közelében tömötten, igen közel egymáshoz; lejjebb 4–6 mm-enként; legalul átellenesen elhelyezkedve. A 7–12 mm-es levelek megnyúlt tojásdad vagy lándzsás alakúak, épszélűek vagy finoman fűrészesek; nem vagy csak alig csavarodnak meg.
Kétlaki, vagyis a termős és porzós virágok külön növényen helyezkednek el. A magányos virágok a felső levelek tövéből, két fellevél közül erednek. A virágnyak egészen hosszú, fonálszerű (ún. hypanthium). A virág 3 csésze- és 3 sziromlevélből áll. A porzósokban 9 porzó (a 3 belső porzó oszlopszerűen összenőve); a termősökben 3 bibe található. Az elliptikus csészelevelek 1 mm szélesek és 2–5 mm hosszúak; a fehér vagy halványrózsaszín, lapát alakú sziromlevelek 0,3-1,7 mm szélesek és 2,5 mm hosszúak.
Termése 5–6 mm-es, megnyúlt tojásdad alakú toktermés, végén kb. ugyanilyen hosszú csőrrel. A tokban 3–4 db, 4–5 mm-es, hengeres, csupasz felületű mag foglal helyet.
Hasonló, Magyarországon is előforduló faj az aprólevelű átokhínár, amelynek levelei megcsavarodnak, a levélörvök tövében vörös gyűrű látható és magja szőrös.

## Elterjedése
Észak-Amerikában őshonos az északi szélesség 25° és 60° között, Alaszkától Puerto Ricóig. Behurcolták Európába, Ausztráliába, Új-Zélandra, Dél-Afrikába valamint Közép- és Kelet-Ázsiába is. Európában először 1836-ban észlelték Írországban, hat évvel később pedig Skóciában is megjelent. Azóta az egész kontinensen elterjedt.
Magyarországon először 1885-ben írták le a Csepel-szigeten, egy elzárt Duna-ágban. Ezután a Duna mentén terjedt, majd észlelték a Rábában és a Balatonban is. Mára már a Tiszában és mellékfolyóiban is megtalálható, de a Dunántúlon egyelőre gyakoribb.

## Életciklusa
Július-augusztusban virágzik, de elsősorban vegetatívan szaporodik. Még Észak-Amerikában is csak ritkán érlel magot, Európában pedig, ahol csak nőivarú egyedei élnek, kizárólag ivartalan módon terjed. A letörött szárdarabok a víz hullámzásával, áramlásával vagy madarakra, hajókra tapadva szállítódnak tovább. A szárazon is kibírják egy napig. A hajtások legyökerezve azonnal növekedni kezdenek. A telet turion (sűrűn leveles, sok keményítőt tartalmazó, vastag kutikulájú ágvégi hajtás; ősszel tömegesen keletkeznek) formájában vészelik át. 1 m²-nyi iszapban ötezer turiont is összeszámoltak.
A kanadai átokhínár főleg álló- vagy lassan folyó vizek partmenti, sekélyebb részein fordul elő, max. 3 m-es vízmélységig. A tápanyagban gazdag, eutrofizálódó, inkább kissé lúgos kémhatású, kemény vizeket részesíti előnyben. Kisebb mértékben elviseli a víz szennyeződését.
Gyorsan növekvő, könnyen terjedő faj, amely tömeges előfordulásával elnyomja az őshonos fajokat, leárnyékolja a vizeket, csökkenti a víz áramlását és megnehezíti annak mezőgazdasági vagy rekreációs használatát. Másrészt viszont rejtekhelyet nyújt a halivadék és a gerinctelenek számára, amivel növeli a víziszárnyasok táplálékának mennyiségét. Akváriumban is szívesen tartják.    

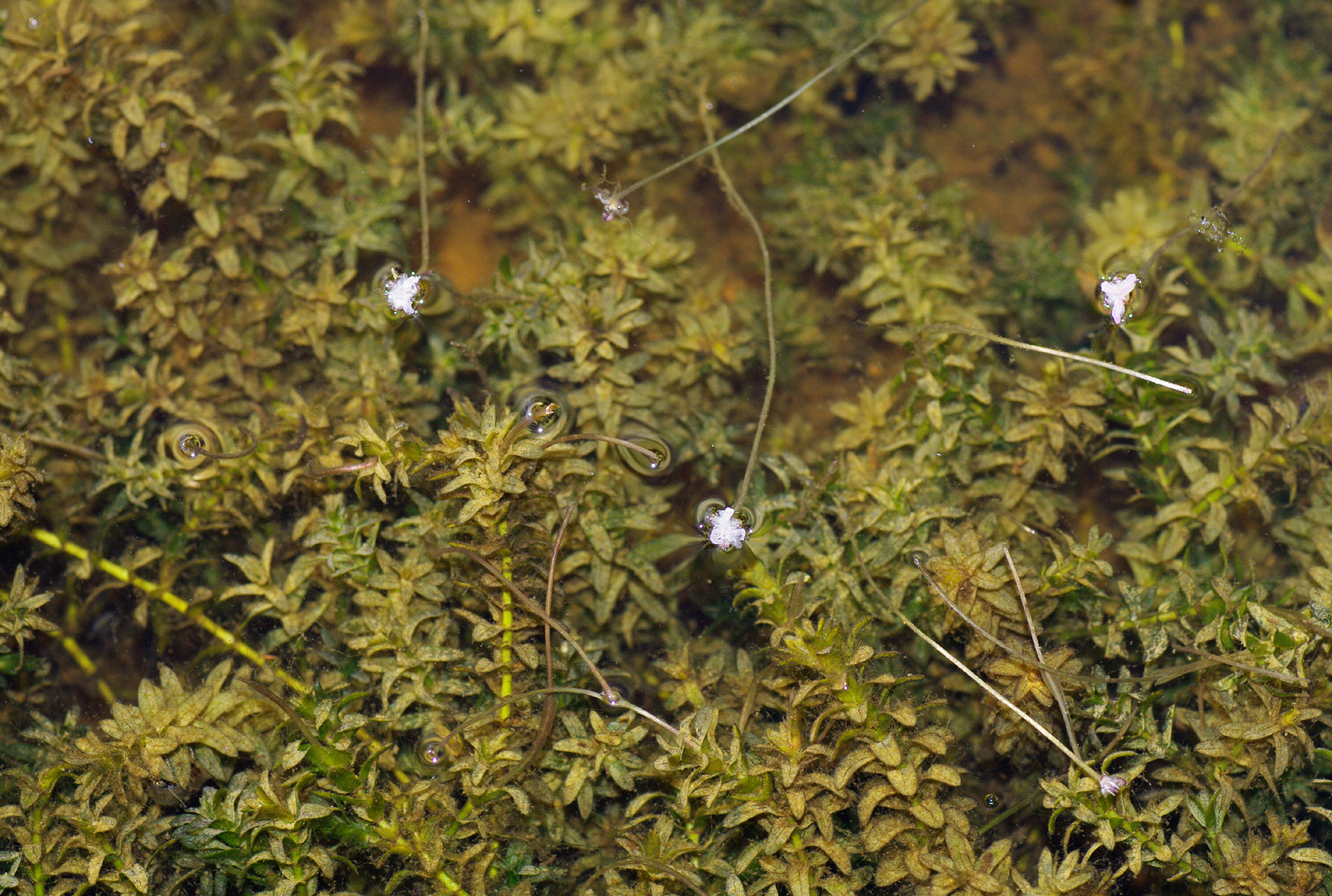
Virágzó átokhínár
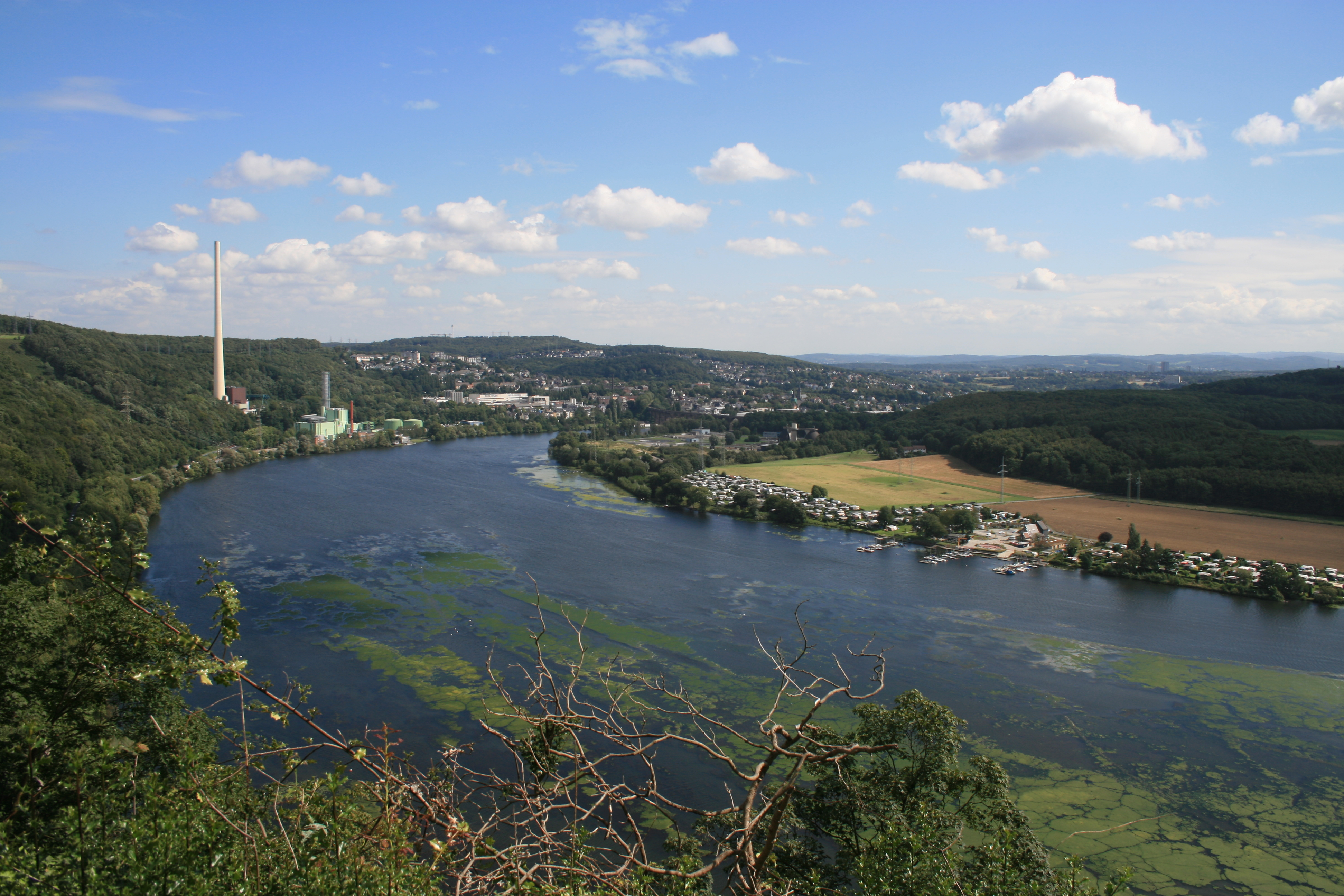
Tömeges előfordulása a Ruhr-vidéken
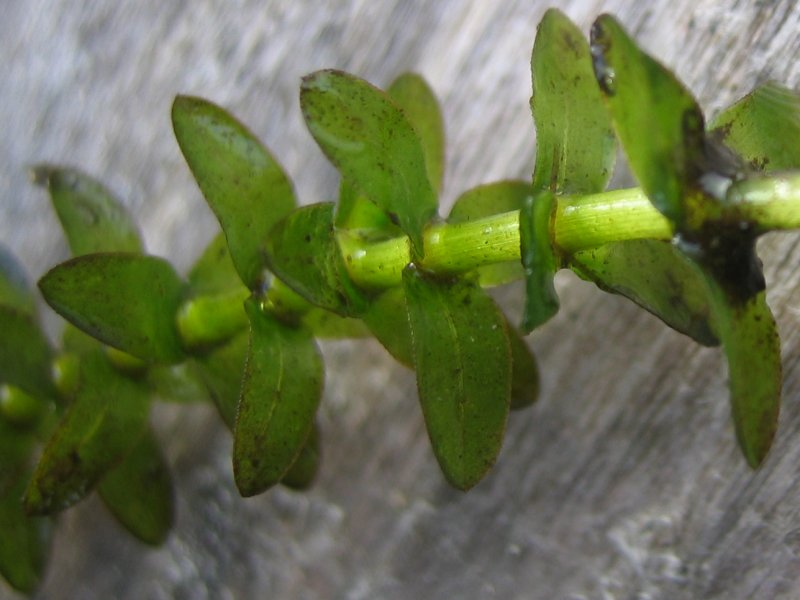
Levelei
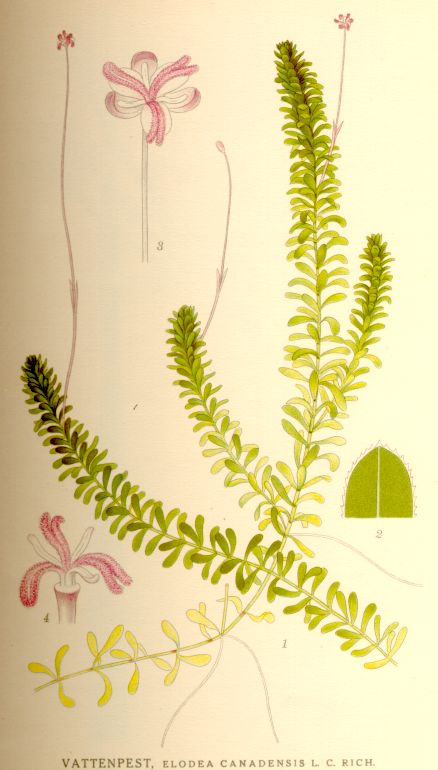
1926-os ábrázolása